# 아바타: 아앙의 전설
《아바타: 아앙의 전설》(Avatar: The Last Airbender, 아바타: 라스트 에어벤더)은 미국의 니켈로디언에서 기획하고, 한국의 애니메이션 공동 제작사인 JM 애니메이션, 므아 애니메이션과 니켈로디언 애니메이션 스튜디오(Nickelodeon Animation Studios)와의 공동으로 제작한 TV 애니메이션 시리즈이다. 2005년부터 2008년까지 TV 채널 니켈로디언을 통해 방영되었다. 한편, 원제가 《Avatar: The Legend of Aang》으로 알려져 있기도 하며, 한국어 번역판 제목은 이 제목을 토대로 한 것이다.
미국에선 2005년 2월 21일에 첫 방영을 하였으며, 전 세계 120여국에서 방영되었다. 한국에선 케이블 TV 채널 닉을 통해 2007년 5월 7일 첫 방영을 하였고 EBS, 투니버스에서도 방영되었다. 이 작품은 M. 나이트 샤말란 감독에 의해 2010년 극장용 실사 영화《라스트 에어벤더》(The Last Airbender)로 리메이크 되었다.
또한, 미국에서는 2012년 4월 14일부터 후속작인 '코라의 전설'(The Legend of Korra)를 6월 23일까지 시즌 1 에피소드를 모두 방영했다.
그리고 아바타: 아앙의 전설의 뒷 이야기가 담겨있는 코믹북 'The Promise(약속)', 'The Search(수색)', 'The Rift(균열)'시리즈가 미국에서 발매되었다.

## 줄거리
물의 부족, 흙의 왕국, 불의 제국, 공기의 유목민으로 나뉜 세계. 그리고 나라들에는 한 원소를 다룰 줄 아는 워터벤더, 어스벤더, 파이어벤더, 에어벤더와 같은 벤더들이 있었다. 그리고 네 가지를 모두 다룰 수 있는 절대 영웅 아바타가 각 나라에서 차례대로 환생하며 이 세상의 조화를 지켰다.
어느 날 불의 제국의 소진 제왕은 한 혜성이 지구를 지나갈 때 파이어벤더들의 힘이 매우 강해진다는 사실을 알고 이 힘을 이용해 전쟁을 일으키고 이 혜성을 소진 혜성이라고 이름 붙였다. 사람들은 아바타가 나타나 전쟁을 끝내주길 바랐지만 그는 오지 않았고, 전쟁은 계속됐다.
100년이 지난 후, 불의 제국은 거의 전 세계를 점령했다. 많은 사람들은 아바타의 순환 순서가 깨져 더 이상 나타나지 않을 거라고 말했다. 그러나 남극에 사는 남쪽 물의 부족의 마지막 워터벤더 카타라와 오빠 소카가 빙하속에 갇힌 새로운 아바타, 마지막 에어벤더 아앙과 그의 바이손, 아파를 구해내면서 상황이 바뀐다.
아바타 아앙은 사실 전쟁이 일어나기 직전 공기의 사원에서 살던 꼬마 에어벤더였다. 하지만 자신이 아바타라는 것을 너무 일찍 알고 충격을 받아 자신이 살던 남쪽 공기의 사원을 도망쳐 나오게 된 것이다. 그렇게 아무 계획 없이 도망치다가 폭풍우에 휩쓸린 아앙은 그대로 빙하속에 갇히게 되었다.
아앙은 자신이 없던 지난 100년 동안에 벌어진 전쟁에 놀라며 죄책감에 빠진다. 하지만 카타라의 도움으로 다시 일어서 세상을 구하겠다고 결심을 한다. 그리고 아바타의 의무인 4가지 벤딩 통달과 불의 제국의 전쟁을 마치기 위해 아앙은 카타라, 소카와 함께 여행을 떠난다.
한편, 불의 제국의 추방된 왕자인 주코가 아바타가 다시 나타난 것을 발견하게 된다. 주코는 대단한 내공을 가진, 하지만 게으르고 장난스러워 보이는 삼촌 아이로 장군과 함께 아앙을 쫓는다. 주코는 아바타를 잡으면 아버지인 오자이 제왕이 자신을 용서하고 명예를 회복시켜주리라 믿은 것이다.
워터벤딩 수련을 위해 북극으로 가던 중 아앙이 세계 곳곳으로 놀러가려고 하는 바람에 많은 말썽에 휘말리게 된다. 하지만 덕분에 가는 곳 마다 키요시 여전사 수키, 영혼괴물 헤이바이등 많은 친구가 생기게 되고, 나중에 큰 도움이 된다. 고생 끝에 북극에 온 일행. 아앙과 카타라는 세계 최고의 워터벤더 파쿠로부터 수련받게 되고, 북극을 침략하러 온 불의 제국의 대규모 군대를 물리친다.
다음으로 어스벤딩을 배우기 위해 흙의 왕국에 간다. 그 곳에서 맹인이지만, 어스벤딩의 천재인 여자아이 토프를 만나 같이 다니게 된다. 하지만 아앙이 가는 곳 마다 말썽이 일어난다. 주코의 여동생이자 파이어벤딩의 고수인 아줄라까지 아바타를 잡기위해, 그리고 불의 제국의 망신이 되는 주코와 삼촌을 잡기위해, 흙의 왕국을 무너뜨리기 위해 활동을 시작한다. 그러다 흙의 왕국 수도 바싱세에서 아바타 상태의 아앙이 아줄라에게 번개를 맞게 되면서 크게 패배하고, 바싱세가 무너지게 된다.
카타라가 영혼의 샘물로 아앙을 치료한 후 일식, 파이어 벤더들이 힘을 못 쓸때를 이용해 불의 제국 수도를 기습도 하지만 번번히 실패한다. 그 때서야 자신의 잘못을 깨달은 주코는 아바타의 편에 서게 된다. 소진혜성이 지구에 다시 돌아오자 아바타 일행은 마지막 기회라고 생각하고 필사적으로 달려든다. 주코와 카타라는 아줄라의 왕 즉위식을 막고, 소카와 토프, 수키는 흙의 왕국을 아예 모두 태워버리려는 오자이의 계획을 막는다. 아이로 삼촌이 중심이 되는 비밀 조직 백련회는 바싱세를 불의 제국으로부터 구한다. 아앙은 거대사자거북에게서 배운 에너지 벤딩으로 오자이의 벤딩 능력을 빼앗고 전쟁을 끝내게 된다.
전쟁이 끝난 후, 주코가 불의 제국의 새 왕이 되었으며 아앙은 세상에 하나뿐인 에어벤더로써 스님이 되었다. 그리고 아앙과 카타라의 사랑으로 이야기가 끝나게 된다.

## 등장인물
- 아앙 (Aang)

성우: 잭 타일러 아이전, 이다윗, 김서영
나이: 12세(112세)
이 애니메이션의 주인공이자 마지막 에어밴더. 공기의 사원에서 수련하다가 원래 16살에 알아야 하는 자신이 아바타라는 사실을 12살에 알게 되고, 스님들이 다른 사원으로 보내려고 하자 가출했다가 바다에서 폭풍을 만나 아바타 상태에 들어가서 빙하를 만들어 그안에 갇혔다. 아바타로서 평화를 지키지 못한 것에 죄책감을 느낀다. 살생을 싫어하며 천성적으로 장난을 좋아하고 유쾌하다. 공기의 사원 에어밴더의 모티브가 불교 수도승이기 때문에 삭발을 했으며 머리, 팔, 발에 파란 화살표 문신이 있다. (에어벤딩의 고수, 스승이 할 수 있는 문신이다.) 에어밴딩의 보조도구로서 글라이더로 변환이 가능한 지팡이를 들고다닌다. 카타라를 사랑한다. 공기의 사원 출신이라 '아바타는 결혼 못하는 것 아닌가?'라고 착각해서 고뇌했으나 선대 아바타가 오해를 바로잡아줘서 불의 제국과의 전쟁을 해결한 뒤 카타라와 결혼한다.(후속작 코라의 전설에선 2남 1녀를 낳았다.)
특기는 어려서부터 체득한 에어밴딩.
에어밴딩과 상성이 좋은 파이어밴딩은 쉽게 익혔으나 함부로 쓰다가 카타라가 화상을 입자 이후 공포감에 사용을 억누른다. 마지막 남은 용으로부터 파이어밴딩의 기원을 깨달은 뒤에야 다시 사용한다.
반대로 에어밴딩과 성격이 다른 어스밴딩을 배울 때는 애를 먹었으나 토프의 가르침으로 터득한다.
- 아파 (Appa)

성우:디 브래들리 베이커
아앙과 동료들을 태우고 다니는 스카이 바이손(하늘을 나는 들소)이다. 아앙과 함께 빙하에 갇혀 있었으며, 불의 제국의 공격으로 멸종되어 아파가 남아있는 마지막 바이손이라고 한다.
- 모모 (Momo)

성우:디 브래들리 베이커
남쪽 공기의 사원에서 혼자 살고 있던 여우원숭이, 아앙의 애완동물로 '아파'와 친하다
- 카타라 (Katara)

성우: 메이 휘트먼, 정미숙
나이: 14세
아앙을 빙하 속에서 꺼내 준 인물. 사려심이 깊고 따뜻한 성격. 14살 남극 물의 부족 소녀이며 워터벤더라서 물을 다룰 수 있다. 불의 제국이 남극 워터밴더를 쓸어갔기 때문에 남극 물의 부족 유일의 워터밴더다. 아앙에게 워터벤딩을 가르쳐 줬으며, 아앙을 좋아한다. 월식일 때에는 워터벤딩을 사용하지 못한다. 동향인 워터밴더에게서 원치 않게 배운 블러드 밴딩을 사용할 수 있다. 처음에는 아앙을 남동생과 같이 생각하였으나 아바타로써 성장하는 모습을 보고 둘의 사이가 가까워지게 되며 마지막에서 서로 이어지게 된다. 이 작품이후의 이야기를 담은 아바타 코믹스 'The Promise'(약속)편에서 아앙과 연인으로 등장하며 후에 아앙과 결혼한다. 후작인 코라의 전설에서 살아있는 상태로 나온다.
- 소카 (Sokka)

성우: 잭 데사나, 엄상현
나이 : 15세
카타라의 오빠로, 밴딩을 못쓰는 일반인. 멍청하고 둔해 보이지만, 농담을 좋아하고 총명하다. 원래 소지하고 있던 부메랑과 운석으로 직접만든검을 사용한다. 특히 부메랑을 소중하게 여긴다. 전투보다는 전략에 탁월한 재능을 보인다. 쉽게 사랑에 빠지는 것처럼 보이지만, 북극 물의 부족 공주에 대한 로맨스를 끝까지 간직한 순정남이고, 키요시 무술을 가르쳐준 수키와 연인 관계로 발전했다. 코라의 전설에서는 이미 죽은 듯 하다.
- 토프 (Toph Beifong)

성우: 제시 플라워, 여민정
나이 : 12세
부잣집 딸이지만 자신을 보호하려고 하는 부모님으로부터 자유롭고 싶어서 아앙 일행에 끼게 된 강력한 어스벤더. 맹인이지만 최초의 어스벤더인 오소리두더지에게서 밴딩을 전수받은 '오리지널' 어스밴더. 그 강력함은 성인 밴더들을 가지고 놀며 땅의 진동으로 사물의 위치를 파악하여 보는 것엔 문제가 없다. 부모님 앞에선 가녀린 아가씨처럼 행세했지만 본심은 털털하고 거칠 것 없는 상여자. 흙의 왕국 소녀로, 철로 된감옥안에 갇혔을 때 철속의 미량의 흙성분을 이용해서 메탈벤딩을 창조한다. 소카를 좋아했지만 수키와 이어지는걸 보고 포기한 모양이다. 코라의 전설에서는 린과 수인 두 딸이 있고 초대 공화국 도시 경찰청장이었으며 흙의 왕국 숲에서 살고있는 것으로 나온다.
- 주코 (Zuko)

성우: 단테 바스코, 위훈
나이: 16세
불의 제국 왕자. 전략 회의에서 무모한 소모전에 반대 의견을 표시했다가 군기를 상하게 했다는 명목으로 '아그니카이'(파이어벤딩으로 하는 대결)을 명령 받는다. 유약한 왕자를 골탕 먹이는 수준으로 끝날 거라 생각했던 것과는 달리 대련 상대는 친아버지인 불의 제국 황제. 차마 아버지를 공격할 순 없어 얼굴에 큰 화상을 입고 태자의 자리에서 물러난다. 복권을 위해 돌아온 아바타, 아앙을 쫓아다녔지만 나중에는 그것이 잘못 되었다는 것을 깨닫고 아앙에게 파이어밴딩을 가르친다. 명예를 중요하게 생각한다. 파이어벤더이기 때문에 불을 다룰 수 있고, 쌍칼도 무기로 사용한다. 하지만 일식일 때에는 파이어벤딩을 못 사용한다. 나중에는 아바타를 도와 불의 제왕을 물리치고 불의 제국의 왕이 된다. 메이와 연인관계다. 헤어지고 재결합하고를 반복하다가 아앙의 전설 마지막화에 다시 이어진다.
썬더밴딩을 하지는 못하지만 썬더밴딩을 다시 되돌려주는 방법을 배웠다.
코라의 전설에서는 왕의 자리를 딸에게 물려준 후 전 세계를 떠돌며 평화대사 역할을 하고 있다. 딸은 불의 여왕으로 이름은 이즈미.
- 아이로 (Iroh)

성우: 마코 이와마쓰, 그레그 볼드윈/이호인
주코의 큰 삼촌이자 비밀결사 백련회의 수장. 원래 유능한 정복군주로서 흙의 나라를 침략한 군대를 이끌며 수차례 대승을 거두었으나 전쟁으로 아들을 잃은 뒤 동생에게 황태자 자리를 건네주고 자신은 정계에서 물러나 바둑과 다도를 닦는 등 소박하게 산다. 농담을 좋아하고 여자를 밝힌다. 소카와 쌍벽을 이루는 아바타 1기의 양대 개그캐릭터였으나 파이어밴딩은 수준급. 주코가 아앙을 배신하자 혼자서 불의 나라 군대를 막아내며 카타라와 아앙을 도망치게 만든다. 이후 감옥에 유폐되어 퇴물 행세를 하며 감시를 속이지만 단련을 멈추지 않고 백련회의 힘을 빌어 바싱세를 탈환한다.
코라의 전설에서는 죽었지만 영혼의 세계에서 코라에게 큰 도움이 되어준다.
- 아줄라 (Azula)

성우:그레이 딜라일/양정화
주코의 여동생으로 14살이다. 매우 강력한 파이어밴더로써 불의 제왕의 총애를 받고 있으며 보통의 불꽃보다 강력한 푸른색의 불꽃을 다루며 하늘의 불이라 불리는 라이트닝벤딩까지 구사한다. 어릴적 어머니 우르사가 자신을 괴물처럼 여긴것이 트라우마. 친구들에게 배신 당하자 큰 동요를 보인다. 이름뿐인 불의 제국 황제가 된 뒤로 멘붕상태에 빠지며 주코와의 일대일 결전에서 카타라를 기습함으로써 주코를 쓰러트리지만 되려 카타라에게 패배한다.
- 수키 (Suki)

성우: 제니 콴/양정화
아앙의 전전대 아바타의 고향인 키요시 섬의 소녀. 키요시 섬의 소녀들은 전전대 아바타를 본받아 무술을 단련하는 여전사들이다. 수키는 그 여전사들의 리더로 소카에게 체술을 가르쳐준다. 그때부터 소카에게 호감을 느끼기 시작해 나중엔 연인 관계로 발전한다.15살이다.
- 메이 (Mai)

성우 : 크리킷 리, 정혜옥
아줄라와의 친구로 15살이다. 항상 뾰루통하고 무뚝뚝하지만, 어렸을 때부터 주코를 짝사랑했었다. 현재는 주코의 약혼녀. 마지막에는 주코의 왕비가 된다. 아줄라보다는 타일리를 더 좋아한다. 밴딩을 못하는 일반인이지만 표창 등을 다루는 능력이 뛰어나다. 주코가 아앙과 합류하기 위해 사라지자 자신이 버려졌다고 생각해 원망하지만 붙잡힌 주코를 탈출시키기 위해 아줄라에게 칼을 겨눈다. 대귀족의 딸로 자신의 생각이 묵살당하는 환경에서 자라난 것이 트라우마.
마지막엔 아앙편이 되었다.
- 타일리 (Ty Lee)

성우: 올리비아 핵, 이소영
메이와 아줄라의 친구로 14살이다. 귀여운 외모에 웃음기도 많고 천성적으로 선량하다. 하지만 친구인 아줄라를 위해 아앙과 그 동료들에게 맞선다. 대가족의 딸로 부모에게서 관심을 받지 못하자 가출해 서커스단에 들어간다. 서커스 단의 곡예사 생활로 단련된 체술이 특기. 혈도를 찔러 몸을 마비시키는 점혈술을 한다. 또 소카에게 호감을 보인다. 아앙이 승리한 후 키요시 전사 무리에 가입한다.
- 오자이 (Ozai)

성우 : 마크 해밀, 시영준
불의 제왕으로서 주코와 아줄라의 아버지. 아들을 잃고 실의에 빠진 형을 모략해 황태자 자리를 빼앗고 정의를 위해 승리를 포기하려는 주코를 폐위한다. 이후 이름 뿐인 황제 자리를 아줄라에게 물려주고 자신은 불사조 대왕가 된다. 소진 혜성을 이용해 세계를 정복하려 했으나 아앙의 에너지 밴딩으로 밴딩 능력을 잃고 패배한다.
- 부미 (Bumi)

흙의 왕국 도시 오마슈의 왕으로, 110살이 넘는 어스벤더이다. 몸은 결박되고 얼굴만 노출되었는데도 어스벤딩이 가능한 초고수. 아앙이 빙하속에 갇히기 전 시절의 친구로, 혼자 자기의 도시를 되찾을 정도로 괴력의 소유자이다. 매우 괴짜인 면이 있다. 백련회의 일원이다.
- 그 외 등장인물

기앗소(Gyatso): 아바타 아앙의 스승. 에어밴더로, 아앙이 가장 좋아하는 스님이었다. 그러나 백년전쟁때 불의 제국의 침입으로 사망한다.
아바타 로쿠 (Avatar Roku): 전대 아바타로 불의 나라 출신이다. 당시 불의 제국 왕인 소진과는 친구 사이였으나 야심에 눈이 먼 소진대왕 때문에 발생한 화산 폭발을 막으려다 사망한다. 아바타로서의 지식 이외에도 아앙의 고민, 특히 카타라와의 연애에 관한 것을 해결해준다. 아바타로서 수련할 땐 워터밴딩에 애를 먹었다.
자오 (Zhao):시즌 1까지만 나오는 불의 제국 함장. 북극 침략때는 사령관이 된다. 주코와 자주 대립하는 모습을 보이며 나중에는 그를 폭사시키려고 한다. 북극 침략때 달을 없애버린적이 있다. 그일 때문에 영혼의 세계로 끌려가 죽게 되고 코라의 전설에서는 영혼의 감옥에서 영원히 헤메고 있는 모습으로 나온다.
유에 (Yue): 소카의 첫사랑으로, 북쪽 물의 나라의 공주. 달의 영혼이 되었다. 3권 1화에 나온 이후 나오지 않는다.
제트 (Jet): 카타라의 첫사랑으로, 자기의 가족들을 죽인 불의 나라를 복수하려는 자유 결사대. 바싱세에서 롬팽에 의해 죽는다. 15살이다.
하루 (Haru): 아앙 일행들이 처음으로 만난 어스벤더. 능력이 발각 될 시, 불의 제국 수용소로 끌려가기 때문에 숨기며 살다가 결국 잡혀가지만 아앙일행의 도움으로 다시 능력을 사용, 다른 어스벤더들과 탈출에 성공한다. 3권에선 수염을 길렀다.
소연 : 한의원에서 일하는 여자아이. 아이로가 먹은 독초의 독성을 치료하였고 그 이후 큰 비중을 차지할 것 같았지만 한 화 등장 이후로는 나오지 않았다. 한국인이고 한복을 입고 있었다.
정정 (Jeong Jeong): 파이어밴딩의 권위자이다. 불의 제국에서 높은 직위에 있었지만 군대에서 도망나와 깨달음을 얻었다. 백련회의 일원이다.
피엔다오: 검술의 고수로 백련회의 일원이다. 힘과 기술이 아닌 재치와 전략의 재능을 가진 소카에게 검술을 가르치고 운석으로 검만드는것을 도와준다.
파쿠 (Pakku): 아앙과 카타라의 스승으로, 북극 물의 부족에서 워터밴딩의 권위자이다. 젊었을 때 카타라의 할머니인 카나와 약혼상태였으나 그를 좋아하지 않은 카나는 남쪽 물의 부족으로 떠나버렸다. 북극 물의 부족에선 전통적으로 남자들만 워터밴딩 전투를 사용하고 여자들은 워터밴딩 치유만을 사용하기에 여자인 카타라에겐 워터밴딩 전투를 가르치지 않으려 했으나 결국엔 마음을 바꿔 아앙과 카타라 모두에게 워터밴딩의 모든 것을 가르친다. 백련회의 일원이다. 나중엔 카타라와 소카의 할머니와 재혼한다.
아바타 키요시 (Avatar Kyoshi): 아앙의 전전 아바타. 200살이 넘게 살았으며 아바타들 중 최장신이다. 정복자 첸을 막기 위해 대륙에 붙어있던 반도를 때어내 섬으로 만들었고 그 섬은 키요시의 이름을 따 '키요시 섬'이라고 불리게 된다. 아앙과는 여러모로 성격이 안맞는 아바타.
아바타 쿠룩 (Avatar Kuruk): 아앙의 전전전 아바타. 물의 부족 출신이며 그가 살던 시대는 평화로워서 삶은 물 흘러가는듯 살면 된다고 생각했던 사람. 사랑하는 여인, 우미의 얼굴이 얼굴도둑 코에게 빼앗기자 복수를 위해 영혼세계를 해매고 있다.
아바타 양첸 (Avatar Yangchen): 아앙의 전전전전 아바타. 공기의 유목민 출신 아바타이다. 아바타 코믹스 균열 시리즈 (The Rift)편에서 큰 관련이 있다.

## 주요 장소
- 울프 코브

처음 이야기가 시작되는 곳으로, 남극의 수도이다. 100년동안의 전쟁으로 워터벤더는 모두 잡혀가 워터벤더는 카타라밖에 남지 않았다. 남자 어른들은 흙의 왕국을 돕기 위해 떠났다.
- 아그나 켈라

아앙이 워터벤딩의 고수 파쿠를 만난 곳이다. 주변이 얼음과 물로 뒤덮여 있어 100년 동안 거의 공격을 받지 않았다. 하지만 북극 전쟁때 대규모의 침략으로 많은 피해를 입었다. 여기서 아앙은 영혼들의 세계로 들어가 '얼굴도둑 코'라는 고대 영혼을 찾아가기도 한다.
- 남쪽 공기의 사원

아앙이 원래 살던 곳으로, 전쟁에 의해 폐허가 되었다. 아앙은 이 곳에서 자신의 스승 기앗소의 해골을 보고 아바타 상태가 되었다. 모모를 처음 만난 곳이기도 하다.
- 북쪽 공기의 사원

이 사원에는 에어벤더는 아니지만 기계의 힘을 빌려 나는 사람들이 산다. 물론 전쟁 전에는 에어벤더들이 살았다. 여기서 소카는 테오의 아빠를 도와 열기구를 만들어 불의 제국의 공격에 맞섰다. 하지만 그 후 불의 제국은 이 열기구를 자신들의 무기로 사용하게 된다. 코라의 전설에서는 되돌아온 에어밴더들의 수련장소가 되나 라바벤더 가잔이 용암으로 뒤엎어서 파괴되었다.
- 동쪽 공기의 사원

구루 파틱이 살고 있는 사원이다. 구루는 아앙이 아바타 상태를 자유자재로 조절할 수 있도록 도와준다.
- 서쪽 공기의 사원

절벽에 거꾸로 매달린 모양을 하고 있는 독특한 모양의 사원이다. 일식의 기습공격 실패 후 머물렀던 곳이다.
- 키요시 섬

키요시 여전사들이 지키는 섬이다. 원래는 대륙에 붙은 반도였으나, 아바타 키요시가 폭군 친 대왕과 싸우며 섬으로 만들었다. 섬 주변에는 코끼리잉어와 괴물장어가 산다.
- 오마슈

흙의 왕국의 도시중 하나다. 아앙의 옛 친구 부미가 왕이며, 오마슈만의 배달시스템이 있다. 부미와 아앙은 이것을 썰매로 해서 놀았다. 이 도시는 아주 오래전 여자 '오마'와 남자 '슈'의 사랑을 기리기 위해 세워졌다. 잠시 이 도시가 불의 제국에 점령당하기도 했지만, 부미 왕이 일식 때 혼자 힘으로 되찾았다.
- 바싱세

'절대 뚫을 수 없는'이라는 뜻을 가진 흙의 왕국 수도. 튼튼한 성벽 덕분에 거의 침략 당하지 않았다. 이 곳에서는 다이로 요원들이 있는데, 이들은 바싱세의 전통과 문화를 지킨다는 명목 하에 시민을 철저히 감시한다. 결국 불의 제국 공주 아줄라가 이 다이로 요원을 이용해 힘없는 왕을 폐위시키고 이 곳을 점령했다. 주변에 있는 호수에는 거대한 뱀장어가 산다.
- 시웡 사막

샌드벤더들이 살고 있다. 나중에 이 곳에서 전설의 도서관을 발견하고 일식에 대해 알아온다. 샌드벤더들이 아파를 잡아간 곳도 이곳이다.
- 엠버 섬

불의 제국 왕실 별장이 있는 곳이다. 주코, 아줄라, 타일리, 메이가 휴가를 가기도 했고 아앙 일행이 소진혜성이 오기 전까지 잠깐 지내기도 했다.